# Туркестанова Варвара Іллівна
Княжна Варвара Іллівна Туркестанова (іноді — Туркистанова; нар. 26 грудня 1775 — пом. 20 травня 1819) — фрейліна імператриці Марії Федорівни, фаворитка імператора Олександра і. Детальну картину придворного життя кінця 1810-х років описує її листування з французьким емігрантом Крістіном, опублікована в «Російському архіві». Покінчила з собою, народивши позашлюбну доньку (можливо, від зв'язку з імператором).

## Походження
Представниця знатного грузинського роду Туркістанішвілі. Онука князя Бориса (Баадура), який був довіреною особою царевича Вахтанга на переговорах з Петром I. Він став родоначальником російської гілки роду князів Туркестанових.
Варвара була найстаршою дитиною в сім'ї, їй було 13 років, коли помер її батько, князь Ілля Борисович Туркестанов (1736-1788); подібно іншим знатним грузинам, похований в Донському монастирі. Почавши службу солдатом в лейб-гвардії Семенівського полку, пізніше князь І. Б. Туркестанов був узятий імператрицею Єлизаветою Петрівною в кабінет-кур'єри. Дослужився до секунд-майора і завершив кар'єру головою московського Верховного надвірного суду. 
З десяти дітей князя Туркестанова досягли зрілого віку тільки княжна Варвара і дві її сестри Катерина (1779-1866) та Софія (1782-24.05.1842; померла від паралічу), інші померли в дитинстві. Останньою дитиною був син Олександр, що народився в рік смерті свого батька в 1788 році.
Мати княжни Варвари Іллівни, Марія Олексіївна (1750-1795), донька дійсного статського радника Олексія Михайловича Єропкіна та Ганни Василівни (1723-1782), сестри знаменитого Адама Олсуфьєва. Варварі було 20 років, коли померла її мати. В сім'ї Туркестанових існувала легенда, що під час наближення похоронного ходу померлої княгині Марії Олексіївни до Катерининської пустині (поблизу Москви, де вона похована) дзвони самі задзвонили, і один з ченців на це зауважив, що везуть тіло праведниці.
Варвару Іллівну, що залишилася без батьків та засобів на існування прихистив у своєму будинку родич генерал-майор Василь Арсеньєв. Пізніше у своїй великій епістолярній спадщині княжна Туркестанова неодноразово згадувала Арсеньєвих з почуттям великої вдячності.

## При дворі
У 1808 році Варвара Іллівна була возведена у фрейліни імператриці  Марії Федорівни і відразу стала прикрасою імператорського двору. Красунею вона не була, але привертала до себе особливим шармом, привітним поводженням, добрим характером. Розумом і різнобічною освіченістю вона виділялася серед придворних. Граф  Федір Толстой, описуючи своє життя в Петербурзі, писав про княжну Туркестанову:
|  | ...Досить часто бувала на вечорах і обідах у мого дядька княжна Туркестанова, найближча приятелька обох сестер Голіциних, улюблениця Марії Олексіївни та її чоловіка, дівчина вже не першої молодості, дуже розумна, хитра, спритна, весела і дуже цікава в салонних розмовах. Вельмишановний дядечко, як мені здавалося, дуже за нею доглядав і вона скоро, на його прохання, була обрана фрейліною великого двору. |

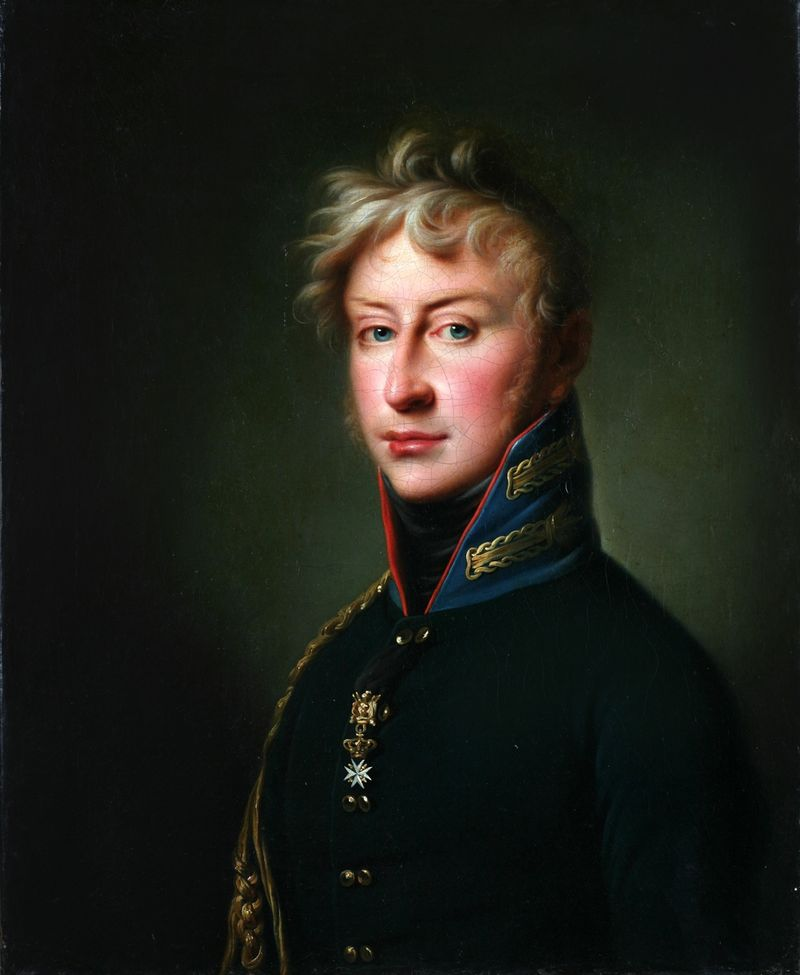
Володимир Голіцин.

Незабаром при дворі стали помічати особливий інтерес імператора Олександра I до фрейліни Туркестановою, як втім, і її інтерес до нього. Спочатку їх відносини були дружніми, але в 1813 році, після виїзду на деякий час за кордон фаворитки Марії Наришкіноїімператор все частіше став звертати свій погляд на Варвару Іллівну. За лаштунками навіть подейкували про появу нової фаворитки імператора.
У 1818 році крім імператора у 42-річної княжни Туркестанової розвивався новий роман — з 24-річним князем Володимиром Сергійовичем Голіциним (1794—1861), сином Варвари Енгельгардт. Веселий і дотепний Голіцин користувався при дворі великим успіхом, особливо у жінок. Варвара Іллівна закохалася в нього, але чи відчував подібне до неї сам Голіцин, невідомо. Одні говорили, що ніби він уклав парі, що спокусить Туркестанову; інші, що Голіцин хотів навіть одружитися з нею, але, заставши у неї одного разу вночі Олександра I, відмовився від думки про шлюб.

Варвара Іллівна опинилася в неприємній ситуації: як не приховувала вона свої обидва захоплення, чуток навколо неї було багато. До її моральних страждань додалися фізичні нездужання, вона була вагітна. Приховуючи такий стан Туркестанова, втім мала супроводжувати Марію Федорівну в її тривалій поїздці Європою. Олександр Булгаков писав  Петру В'яземському в серпні 1818 року: 
|  | А їдуть з імператрицею Марією Федорівною: Олександр Львович Наришкін для жартів, Альбеділь - для грошей, Туркестанова - для розуму, графиня Самойлова - для пики... |

До Петербурга княжна Туркестанова повернулася наприкінці того ж року. У квітні 1819 вона народила дочку  Марію , за чутками, від імператора. Народження дитини неодруженою фрейліною обернулося скандалом при дворі. Дійшовши до краю відчаю, Туркестанова прийняла отруту, яка подіяла не відразу. Вона мучилася кілька тижнів перед смертю 20 травня 1819 року. Наступного дня Петро Вяземський писав Олександру Тургенєва: 
|  | Вчора померла княжна Туркестанова. Що не кажи, але вона була і добра, і люб'язна, і незвичайно розумна жінка. Благодіяла багатьом, незважаючи на недостатні статки, і залишила приємні про себе спогади серед багатьох знайомих... |

Костянтин Булгаков писав з Москви братові :
|  | Всі листи з Петербурга до мене свідчать лише про смерть княжни Туркестанової, всі про неї згадують. Імператриця приїжджала до Павловського навмисне, щоб її бачити, і провела з нею останні години. |

Придворні чутки звинуватили в цій драмі князя Голіцина, щоб  «захистити священну особу государя».  Зокрема, Олександр Пушкін у своєму щоденнику приписував саме Голіцину провину в вагітності фрейліни : 
|  | Княжна Туркестанова, фрейліна, мала таємні зв'язки з покійним государем і з князем Володимиром Голіциним, через якого вона стала вагітною. Княжна зізналася государю. Прийняли всі необхідні міри, і вона народила в палаці, так що ніхто і не підозрював. Імператриця Марія Федорівна приходила до неї і читала їй Євангеліє, в той час як вона без пам'яті лежала в ліжку. Її перевели до іншої кімнати - і вона померла. Государиня сердилась, дізнавшись про все; Володимир Голіцин розбовтав все по місту. |

Офіційно при дворі було оголошено, що фрейліна Туркестанова померла від холери, поховали її в Олександро-Невській лаврі. Донька Марія (1819—1843) отримала батьківство Володимира Сергійовича Голіцина і жила в його родині, де її звали Мімі. Вона одружилась з Іваном Аркадійовичем Нелідовим (братом фаворитки Миколи I) і померла в 24 роки.

## Листування
- Christin F. & La Princesse Tourkestanow. Lettres ecrites de Petersbourg et de Moscou: 1817-1819 роки. Крістен Фердинанд і княжна Туркестанова [Варвара Іллівна (1775-1819)]. Листи, написані з Петербурга і Москви: 1817-1819 роки. Додаток до «Російського архіву». Moscou: Imprimerie de l'universite Imperiale (M. Katkow) [Друкарня Московського Імператорського університету], 1883 // Російський архів, 1882.